# Хьюстон (округ, Теннесси)
Округ Хьюстон (англ. Houston County) располагается в штате Теннесси, США. Официально образован в 1871 году. По состоянию на 2010 год, численность населения составляла 8426 человек.

## География
По данным Бюро переписи США, общая площадь округа равняется 535,923 км2, из которых 518,544 км2 — суша, и 6,710 км2, или 3,240 % — это водоёмы.

## Население
По данным переписи населения 2000 года в округе проживает 8088 жителей в составе 3 216 домашних хозяйств и 2299 семей. Плотность населения составляет 15,60 человек на км2. На территории округа насчитывается 3901 жилое строение, при плотности застройки около 7,50-ти строений на км2. Расовый состав населения: белые — 94,58 %, афроамериканцы — 3,31 %, коренные американцы (индейцы) — 0,19 %, азиаты — 0,12 %, гавайцы — 0,06 %, представители других рас — 0,78 %, представители двух или более рас — 0,95 %. Испаноязычные составляли 1,25 % населения независимо от расы.
В составе 31,10 % из общего числа домашних хозяйств проживают дети в возрасте до 18 лет, 57,00 % домашних хозяйств представляют собой супружеские пары, проживающие вместе, 10,40 % домашних хозяйств представляют собой одиноких женщин без супруга, 28,50 % домашних хозяйств не имеют отношения к семьям, 25,30 % домашних хозяйств состоят из одного человека, 12,10 % домашних хозяйств состоят из престарелых (65 лет и старше), проживающих в одиночестве. Средний размер домашнего хозяйства составляет 2,46 человека, и средний размер семьи — 2,92 человека.
Возрастной состав округа: 24,40 % — моложе 18 лет, 7,30 % — от 18 до 24, 26,10 % — от 25 до 44, 25,60 % — от 45 до 64, и 25,60 % — от 65 и старше. Средний возраст жителя округа — 40 лет. На каждые 100 женщин приходится 97,80 мужчин. На каждые 100 женщин старше 18 лет приходится 95,00 мужчин.
Средний доход на домохозяйство в округе составлял 29 968 USD, на семью — 35 395 USD. Среднестатистический заработок мужчины был 29 528 USD против 19 983 USD для женщины. Доход на душу населения составлял 15 614 USD. Около 14,30 % семей и 18,10 % общего населения находились ниже черты бедности, в том числе — 23,20 % молодежи (тех, кому ещё не исполнилось 18 лет) и 20,80 % тех, кому было уже больше 65 лет.